# Cuento de verano
Cuento de verano (título original en francés: Conte d'été), es una película francesa dirigida en 1995 por Éric Rohmer. Esta película es la tercera de la serie Cuentos de las cuatro estaciones, de la que forman parte además, Cuento de primavera (1990), Cuento de invierno (1992), y Cuento de otoño (1998), todas ellas dirigidas y escritas por el propio Rohmer.
La película se rodó entre el 13 de junio y el 31 de julio de 1995 (en la película las fechas ficticias que se indican van del 17 de julio al 6 de agosto), en diversas localidades turísticas de la Bretaña francesa, entre las que destacan Dinard (donde realmente transcurre la película), Saint Malo, Saint Brieuc y Saint Lunaire. La película no se estrenó hasta el año siguiente (1996).
La acción tiene lugar a lo largo de 20 días en julio/agosto de 1995 en Dinard, sede de un renombrado balneario turístico, y en otras localidades de Côtes-d’Armor y de Ille-et-Vilaine (Francia). Gaspard, estudiante de matemáticas, aficionado a la música, especialmente a la composición, acude a Dinard para encontrarse con la chica que él considera su novia, Lena. Mientras espera su llegada, conoce a Margot, estudiante de etnología, que trabaja como camarera en la cafetería de su tía, y a la sensual Solene.
La película glosa las relaciones de amistad y de aproximación al amor de unos adolescentes que juegan a mayores, entre inseguridades, dudas, inquietudes, inexperiencia, curiosidad y temor al fracaso. Los cuatro hacen uso de simulaciones, ocultaciones, pequeñas mentiras, palabras ambiguas y falsas apariencias, para protegerse de compromisos que no desean y de debilidades que no quieren revelar. Como es habitual en el realizador, el azar ocupa un lugar relevante en la historia. La amistad fluye con facilidad y los conflictos de intereses se apuntan con la superficialidad propia de unas relaciones de verano, efímeras y breves. La acción combina escenarios naturales, muy variados, y diálogos sencillos y naturales, que contienen la belleza de la sinceridad y la espontaneidad. No queda del todo claro si Gaspard juega con las tres chicas una historia de leves enredos o si son las chicas las que se sirven de él para dar sentido a unas vacaciones intrascendentes, de sol, música, baile y conversación. Nada serio puede cuajar en tres semanas, pero las tres muchachas y Gaspard salen enriquecidos en experiencia, madurez y apego a la vida.
La fotografía, luminosa y colorista, crea escenarios abiertos y cálidos, muy adecuados a la acción, con paseos por las playas y las campiñas próximas. El guion basa su capacidad de sugerencia y emoción en la sencillez de la historia. La interpretación de los dos protagonistas (Gaspard y Margot) desborda naturalidad y espontaneidad. La dirección crea una obra llena de amor a la vida y de exaltación de la juventud. La película contagia alegría de vivir y trasmite confianza.
Es en definitiva uno de los mejores filmes de Éric Rohmer, que una vez más consigue el "milagro" de captar la "realidad de la vida" a través de una cámara.

## Reparto
- Melvil Poupaud - Gaspard
- Amanda Langlet - Margot
- Gwenaëlle Simon - Solene
- Aurelia Nolin - Lena
- Aimé Lefèvre - El marinero de Terra-Nova
- Alain Guellaff - El tío Alain
- Evelyne Lahana - La tía Maiwen
- Yves Guérin - Acordeonista